# 孖嶺站
孖岭站是深圳地铁9号线与10号线的一个换乘站，9号线站台位于彩梅立交东侧的梅林路，車站呈东西向布置；10号线站台位于北环彩田立交西北象限工业区内，沿彩田路呈南北布置。车站由于处于孖岭社区内而得名。9号线车站东端设1条联络线连接笔架山停车场，车站装修以白色为主色调，柱体采用亮黄色搪瓷钢板，柱子上方加入了客家围屋古建筑的元素符号，为车站赋予了浓厚的文化气息。

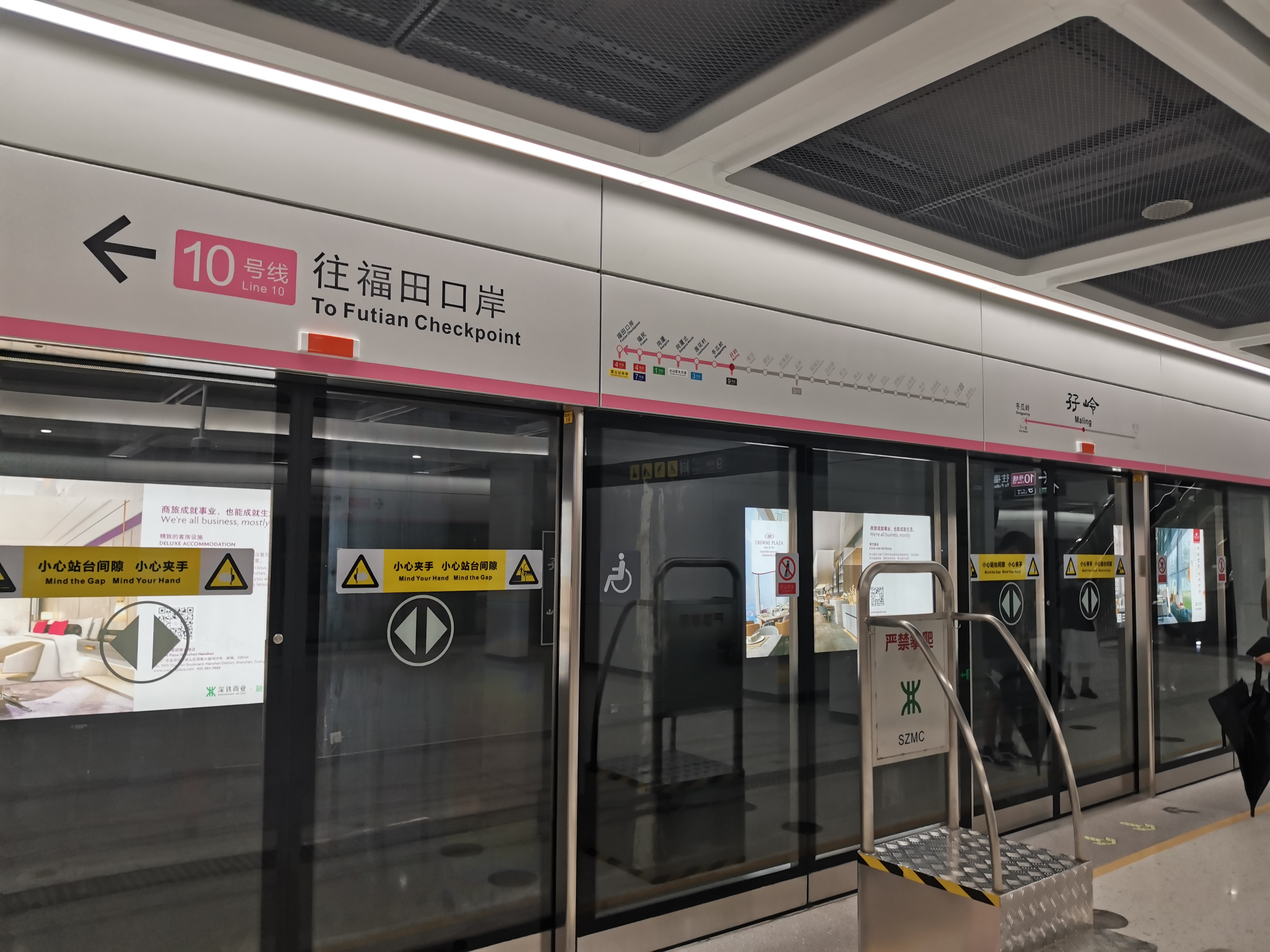
10号线月台

## 车站结构

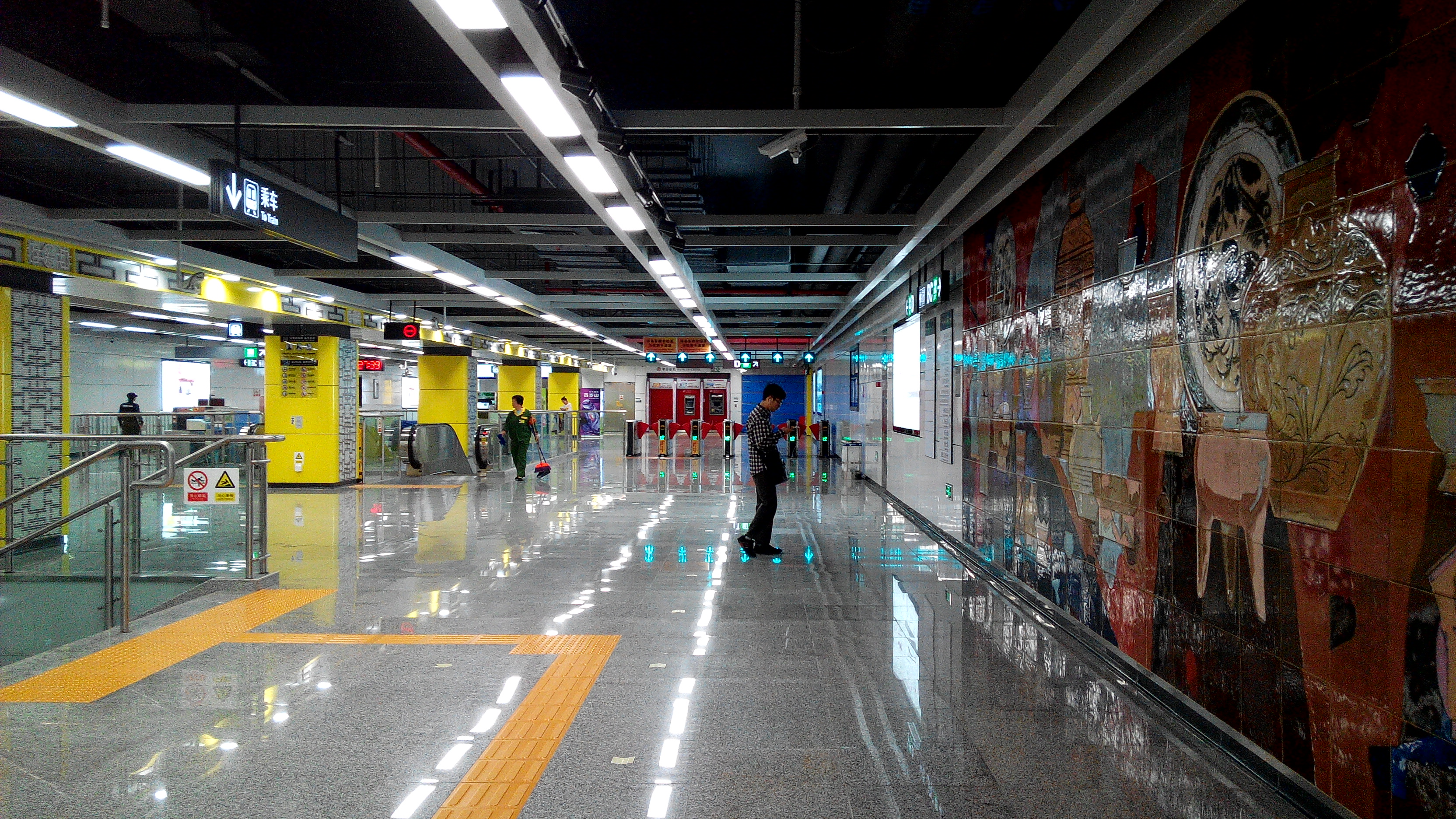
9號線站廳免費區遷移前，北側（右側）全部為收費區。（左側樓梯通往月台，右角为D出口）

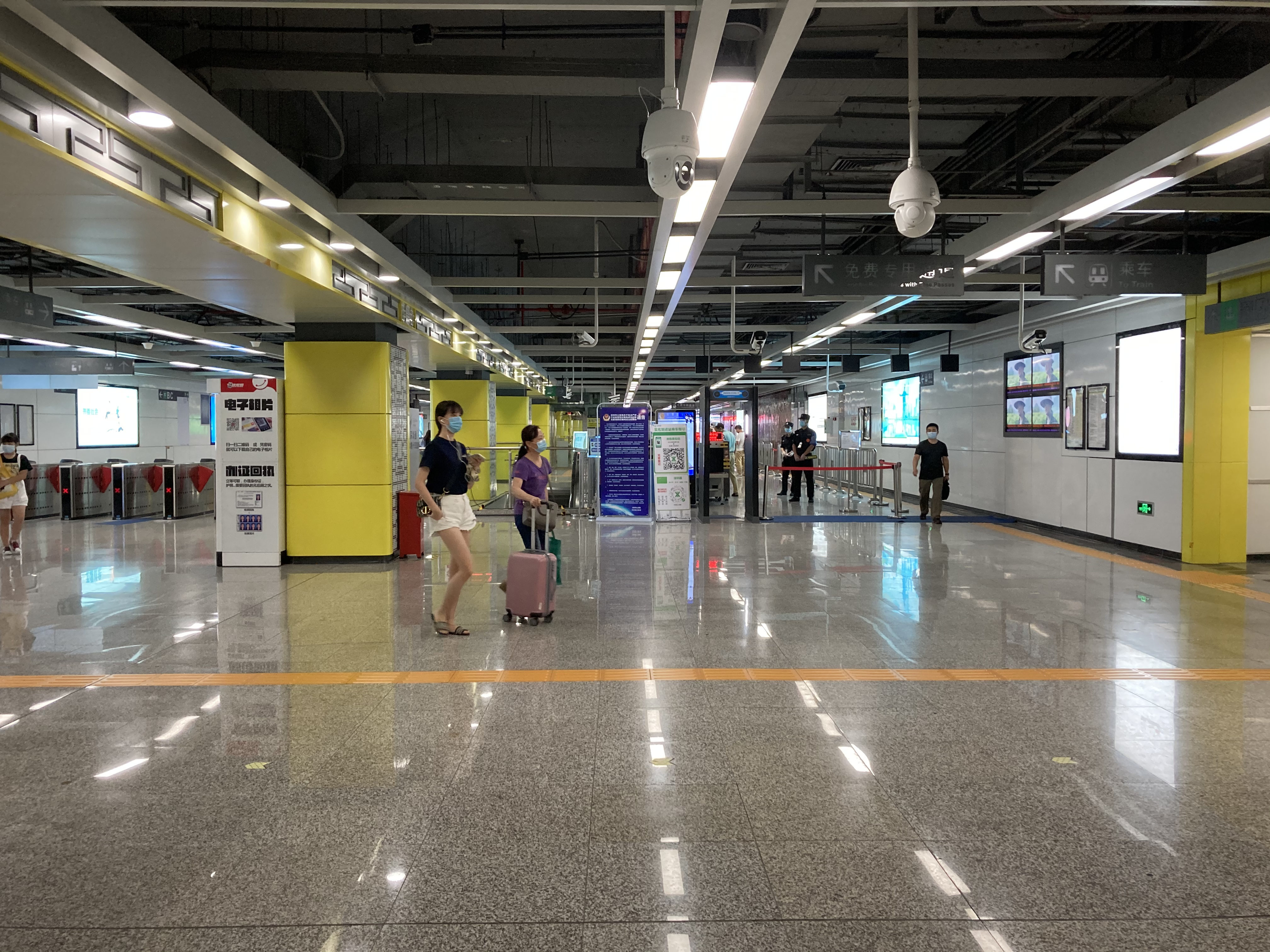
為了在9號線站廳南側設置10號線換乘通道，免費區被遷移至北側。（右側門框屬於C出口）

|                   |  | 9號線往前湾（上梅林） |
| 島式 · 開左邊车门 |  |                       |
|                   |  | 9號線往文锦（银湖）   |

|                   |  | 10號線往福田口岸（冬瓜岭） |
| 島式 · 開左邊车门 |  |                            |
|                   |  | 10號線往双拥街（雅宝）     |

## 車站設施及藝術墻
本站設有洗手間，位於C出口旁、A出口通道、10号线站台往双拥街方向车头附近。
本站9号线站厅藝術牆作品《南國瓷話》為高溫彩釉壁畫。

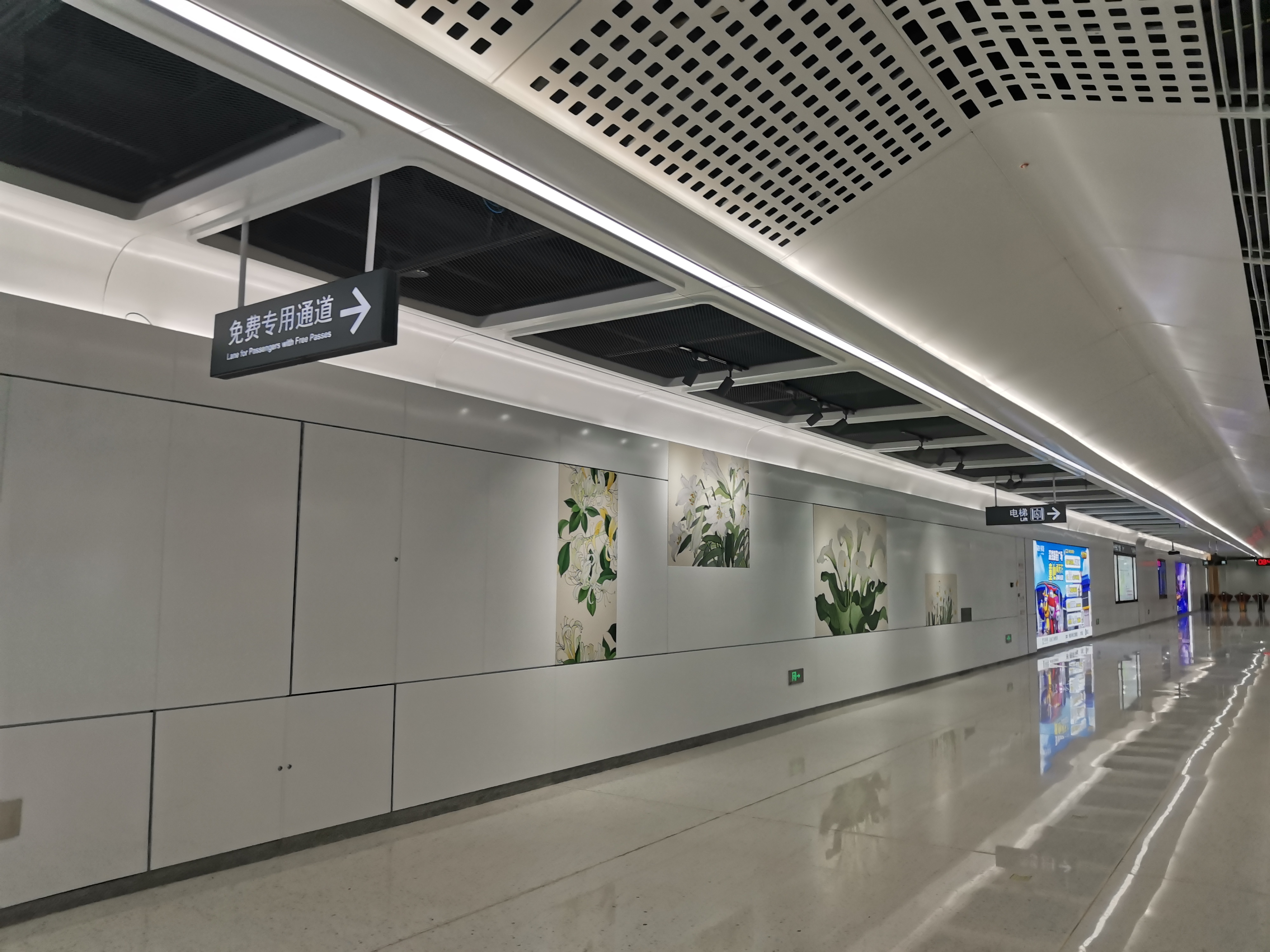
10号线站厅艺术墙

本站為深圳地铁9号线、深圳地铁10号线轉乘站，在兩綫的大堂間設轉乘通道。

## 运营时刻表
| 行驶方向 | 首班车 | 末班车 | 所属线路 | 高峰间隔 | 平峰间隔 |
| -------- | ------ | ------ | -------- | -------- | -------- |
| 前湾     | 06:02  | 23:20  | █9号线   | 4分钟    | 4分钟    |
| 文锦     | 06:29  | 23:46  | █9号线   | 4分钟    | 4分钟    |

## 出口
本站有三个出入口。
受地形影响，D出口不设扶手电梯。
| 出口及设施                                              | 照片 | 建議前往的目的地 |
| ------------------------------------------------------- | ---- | --- |
| 出口 · A · 1 · 无障碍通道标志 · 升降机标志              |      | 暂未开放 |
| 出口 · A · 2 · 无障碍通道标志 · 升降机标志 · 洗手间标志 |      | 深圳市革命烈士陵园 |
| 出口 · B                                                |      | 梅林路南侧、深圳市革命烈士陵园、深圳市团校、青年学院、中共深圳市委党校福田分校、深圳广播电视大学福田分校、深圳市第二高级技工学校、金丰花园、深圳市清真寺 |
| 出口 · C · 无障碍通道标志 · 升降机标志 · 洗手间标志     |      | 梅林路北侧、梅东五路、机电大厦、鹏运大厦、深圳市殘疾人綜合服務中心、福田公交派出所                                                                       |
| 出口 · D                                                |      | 彩田路东侧、深圳市社会福利中心康复医院、梅林路北侧 |
| 出口 · E · 无障碍通道标志 · 升降机标志                  |      | 梅林路南侧 |
| 出口 · F                                                |      | 暂未开放 (彩田路西侧、凯丰花园、深圳市第二高级技工学校（梅林校区）)                                                                                      |
| 注：註： 設有 \| 設有 \| 設有洗手間                     |      | |

## 车站历史
- 2007年，深圳市规划国土委公布了《轨道交通近期建设线路线站位初步方案 》，当时规划图中的福田党校站就是现在的孖岭站，该站与深圳地铁16号线换乘。[3]
- 2012年12月，深圳地铁9号线正式开工，而深圳地铁16号线作为远期规划将在远期实施。[4]
- 2013年，深圳地铁16号线更名为深圳地铁10号线，建设时序将提前。[5]
- 2014年8月25日，孖岭站-笔架山停车场入场线顺利贯通。[6]
- 2014年12月17日，孖岭站-银湖站区间中段暗挖隧道左线贯通。
- 2015年10月，深圳地铁10号线正式动工，根据当时的设计，梅林东站施工将会拆除彩田立交转北环大道匝道，但为了不影响交通出行，施工单位最终将梅林东站整体西移至旁边的工业区内。[7]
- 2016年10月28日，車站隨深圳地铁9号线通車而啟用。
- 2020年8月18日，隨深圳地铁10号线通車，深圳地铁10号线站廳、月台部分及轉乘通道啟用。

## 地质
孖岭站周边属于丘陵地貌，地面起伏较大，山体岩石较多，采用矿山法、TBM（岩石隧道盾构法）分段施工